# 22589 Minor
22589 Minor è un asteroide della fascia principale. Scoperto nel 1998, presenta un'orbita caratterizzata da un semiasse maggiore pari a 2,2442846 UA e da un'eccentricità di 0,1180976, inclinata di 3,20258° rispetto all'eclittica.